# Siraha (dystrykt)

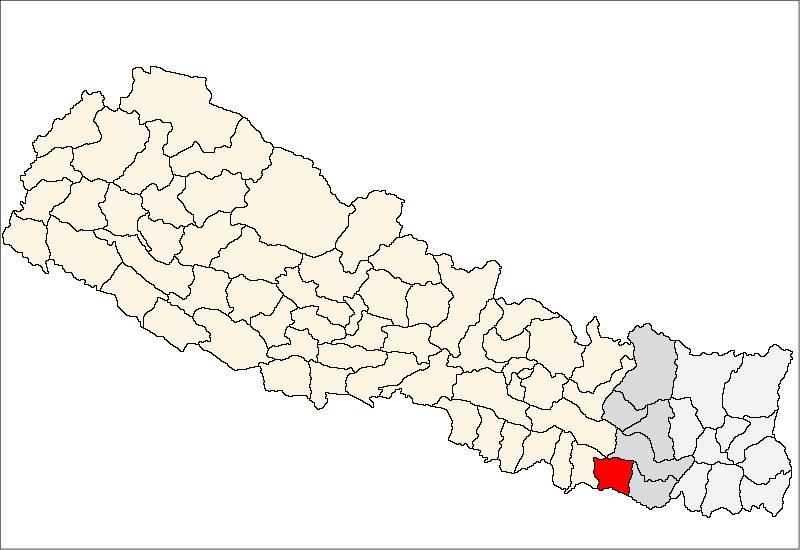
Dystrykt Siraha

Dystrykt Siraha (nep. सिराहा) – jeden z siedemdziesięciu pięciu dystryktów Nepalu. Leży w strefie Sagarmatha. Dystrykt ten zajmuje powierzchnię 1188 km², w 2011 r. zamieszkiwało go 637 328 ludzi. Stolicą jest Siraha.